# Друкарство в Україні

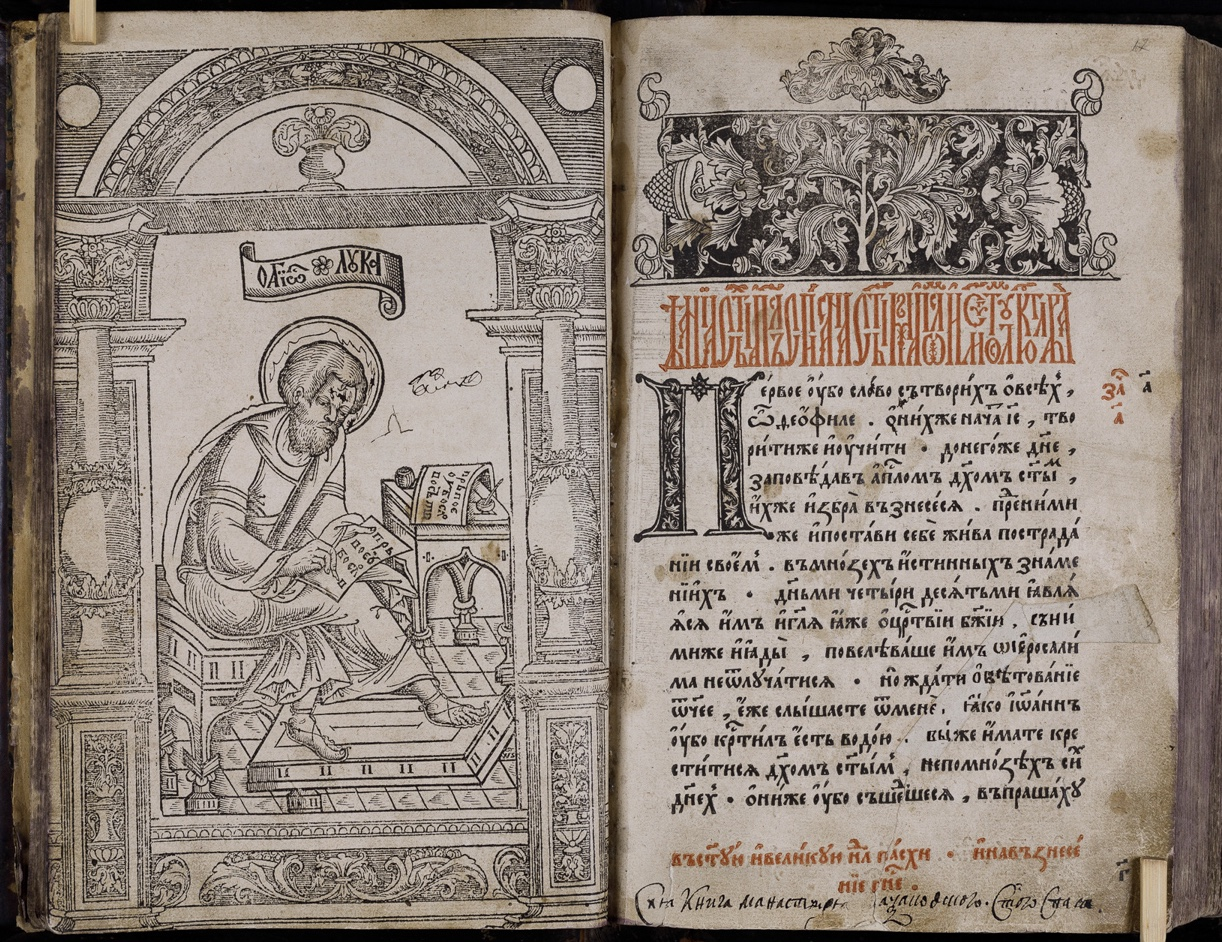
Львівський «Апостол» (1574), найдавніша збережена книга друкована на території України.

Друкарство і книговидання в Україні. Друкарством і книговиданням (Д. і к.), а точніше — друкарством, книговиданням і книгорозповсюдженням традиційно називають взаємопов'язані галузі економіки й культури (літературні організації, видавництва, власне друкарні та торгові організації), які забезпечують виготовлення та розповсюдження паперових книг і періодики.
Спершу друкарні були одночасно й видавничими підприємствами, і лише згодом з'явилися відокремлені від них видавництва, які добирають тексти для друку, дбають про їх редагування і мистецьке оформлення, налагоджують тиражування і збут друкованої продукції. Щодо сучасного друкарства поширена також назва поліграфія.
В Україні друкарство достовірно існує з 16 ст. і до сьогодні (хоча існує версія про раніше його застовування). У 15—20 ст., друкарство було головним способом масово поширювати інформацію (знання, новини й думки). З розвитком інформаційний технологій та альтернативних засобів масової інформації у 20—21 ст., друкарство втрачає свою колишню роль та значення. Зокрема, книги все частіше поширюються у формі аудіо- та електронних книг, новини поширюються інтернет-виданнями. Тим не менше, щороку в Україні все ще друкують мільйони нових книжок. Так, у 2023 році було надруковано понад 20 млн примірників.

## Попередники українського друкарства
Попередником друкарства було виготовлення відбитків малюнків за допомогою штампів, за які слугували дерев'яні дошки з вирізьбленими на них зображеннями (ксилографічний друк). В Україні таким способом друкувалися паперові ікони і зображення монастирів, які розповсюджувалися серед прочан.
Від 11 ст. у Китаї відоме друкування рухомими літерами — спершу керамічними, пізніше дерев'яними і, врешті, металевими. Однак початок Д. і к. в сучасному сенсі цих понять став можливим лише після створення Йоганном Ґутенберґом в 1440-х роках пристрою для відливання металевого шрифту (літер, розділових, математичних та ін. знаків) в матрицях. З металевого шрифту складалася набірна форма, з якої на папері отримували відбитки з допомогою ручного друкарського верстата — преса. (В міжвоєнний час у Києві було виявлено примірник невідомого раніше видання Ґутенберґа «Provinciale Romanum»; книжку пізніше втрачено за нез'ясованих обставин.) Із Німеччини Д. і к. швидко поширилися в Італії (з 1464), Швейцарії (бл. 1468), Франції (1470), Угорщині (1473), Польщі (1474) та ін. країнах. Найбільшими видавничими центрами стали Венеція, Нюрнберг, Базель. Невдовзі, до 1500, друкарні діяли в 250 містах і випустили бл. 40 тисяч видань загальним тиражем не менше 12 млн примірників. У створення перших стандартів друкованої книжки великий внесок зробили Мануції (Італія), Етьєни (Франція), Плантен, Ельзевіри (Нідерланди), Фробен (Швейцарія). Видання цих та ін. друкарів поширювалися і в Україні. Протягом 16 ст. у Європі видано бл. 500 тисяч назв книжок, у 17 ст. — бл. 3 млн. Завдяки друкарству книга стала важливим фактором як суспільного, так і політичного життя й розвитку культури.
У Венеції в той час працював перший відомий нині друкар-болгарин Яків Крайков з Софії, в Брашові (Трансільванія) диякон Коресі почав друкування книг румунською мовою і паралельно з цим друкував також церковнослов'янські видання.
В Тюбінґені й Ураху діяла друкарня Пріможа Трубара, що ставила собі за мету розповсюджувати протестантські книги (надруковані кирилицею, глаголицею, латинкою) серед південних слов'ян, насамперед словенців і хорватів.
1574 року у Будишині побачила світ перша друкована книжка серболужицькою мовою.
З 1575 року у Любляні кілька років працювала перша словенська друкарня. У третій чверті XVI ст. розпочалося друкарство і в ряді інших міст Центральної та Східної Європи: Торунь — 1568 р., Познань — 1577 р., Банська Бистриця, Трнава і розташований неподалік від українських земель Бардіїв — 1577–1578 рр., Рига — 1578 р. і т. д.
Найстарішою відомою друкованою книжкою українського автора є трактат Юрія Дрогобича (Рим, 1483).

## Початок українського друкарства

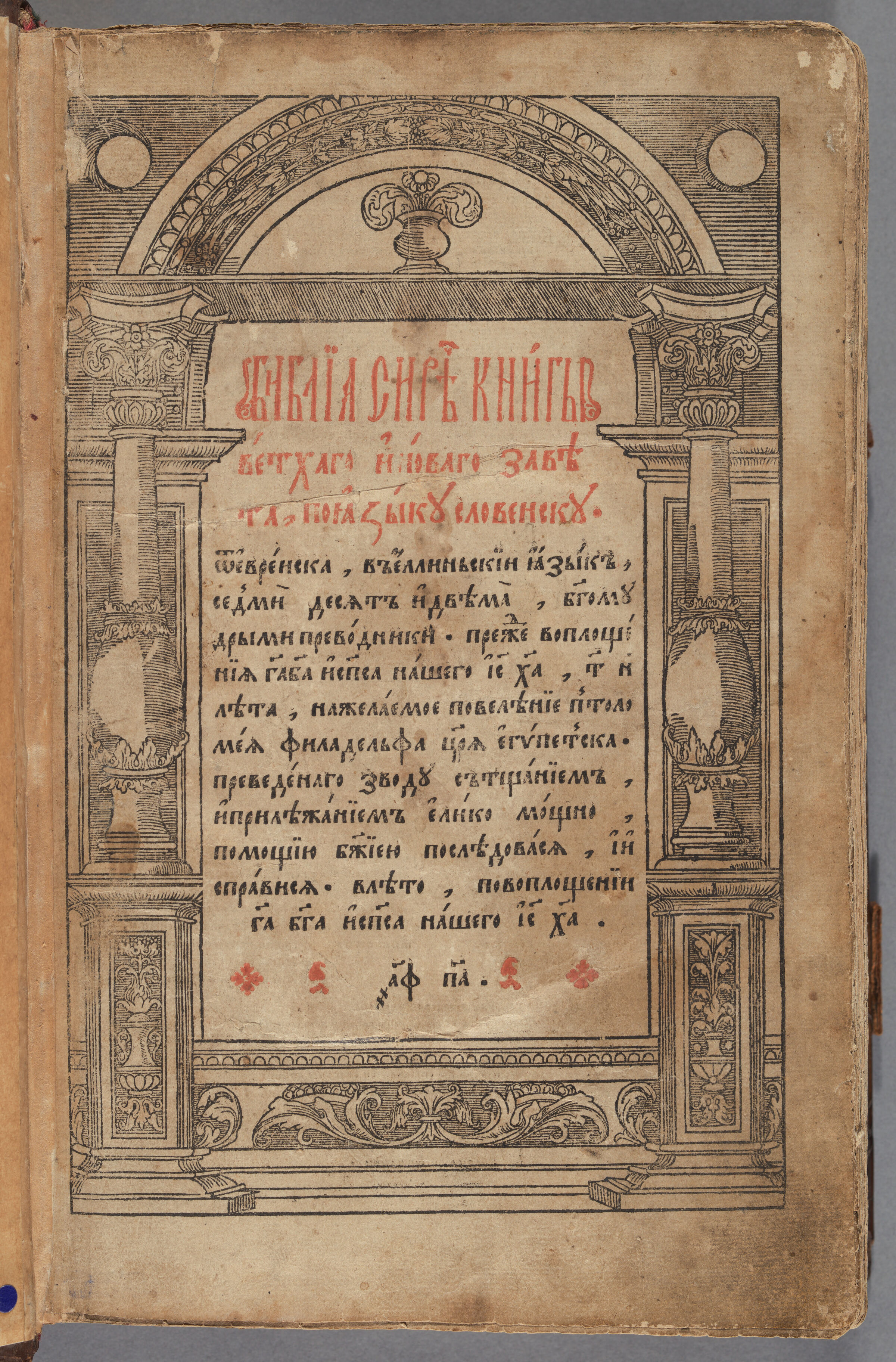
«Острозька Біблія» (1581), перше повне видання Біблії церковнослов'янською мовою.

Протягом тривалого часу витоки українського друкарства досліджувалися під впливом політичних чинників, що призвело до існування кількох наукових концепцій: радянської (російської), західної та української. Згідно з радянською концепцією, початком книгодрукування в Україні беззастережно вважався 1574 рік — рік виходу Львівського «Апостола» Івана Федорова (Федоровича).
Основним аргументом противників більш ранньої періодизації виникнення українського друкарства була відсутність збережених стародруків із чітко зазначеними часом і місцем видання.
Однак нові архівні дослідження, проведені науковцями у Львові (О. Мацюк, Я. Запаско та інші), свідчать, що друкарство в Україні з'явилося не зі Сходу, з Москви, а із Заходу, від німців. Відповідно, початок українського книгодрукування слід датувати 1460 роком, що на 114 років раніше за дату, встановлену з ідеологічних міркувань за російською (радянською) концепцією.
Додатковим підтвердженням є напис на надгробній плиті Івана Федорова у Львові, який, за перекладом І. Крип'якевича, містить вказівку на існування друкарства в Україні ще до його прибуття:
 Це дає підстави вважати Івана Федорова не засновником українського друкарства, а фундатором постійного книгодрукування на українських землях.
Першим відомим українським друкарем був Степан Дропан, який, згідно з архівними документами, подарував свою друкарню львівському Свято-Онуфріївському монастирю. У Львові ще до 1460 року діяла його друкарня Друкарня відновлювалася в Онуфріївському монастирі ще два рази завдяки фундаціям князів Острозьких у 1518 і 1571 рр.
У Центральному державному історичному архіві Львова збереглися два документи, що свідчать про існування друкарні у місті ще в 1460 році. Обидва документи, написані латинською мовою, датуються 23 липня 1791 року та 20 жовтня 1792 року.
Перший документ містить звернення монахів до фіскальної колегії з проханням вжити заходів щодо повернення їхньому монастирю майна, яке перебувало у віданні провізорів ставропігійського братства. Серед іншого, йшлося про друкарню, що належала монастирю з 1460 року. У документі зазначається, що друкарню було передано монастирю львівським міщанином Степаном Дропаном як пожертву для матеріальної підтримки священників. Монастир вимагав повернення друкарні або виплати компенсації у розмірі 40 000 флоринів як відшкодування прибутку, який вона приносила.
Другий документ — пояснювальна записка провізорів ставропігійського братства, в якій стверджується, що друкарня, заснована львівським міщанином-українцем Степаном Дропаном, на законних підставах є власністю братства, а не монастиря.
На жаль, книжки, видані друкарнею С. Дропана, дослідникам наразі не відомі. Однак архівні документи підтверджують існування інших дофедорівських видань на українських землях. Так, О. Мацюк виявив у Центральному державному історичному архіві Львова інвентарний список книг Словінського монастиря поблизу Львова, складений польською та німецькою мовами у 1826 році. У переліку зазначені такі видання:
1. Новий тестамент із мідними замочками, в доброму стані, виданий в Почаєві 1511 р.;
2. Тріодь у шкіряній оправі і доброму стані, видана в Києві 1527 р.;
3. Тріодь у шкірі, видана в Києві 1540 р.;
4. Анфологіон, оправлений в шкіру, в доброму стані виданий у Львові 1542 р.;
5. Служебник, виданий у Львові 1546 р.;
6. Епістоляріон, або Апостол, оправлений у шкіру, виданий у Львові 1566 р.

Важливим аргументом раннього походження друкарства в українських землях є також використання у друкарській справі термінології, яка прийшла з країни, де починалось книгодрукування — Німеччини. В Московському Царстві використовувалась не німецька, а більш пізня — італійська термінологія. Нею користувався і І. Федоров до прибуття у Велике князівство Литовське.
Перші українські друки за межами етнічних українських земель з'явилися 1491 року в Кракові завдяки німецькому друкарю Швайпольту Фіолю. Серед них були «Осьмигласник», «Часослов», «Тріодь Пісна» та «Тріодь Цвітна»; ймовірно, їх замовниками були українські культурні діячі. Книги для Білорусі й України видавав білоруський першодрукар Франциск Скорина у Празі («Руська Біблія», 1517—1519) і Вільнюсі (молитовник «Мала подорожна книжка» 1522, «Апостол» 1525). Не тільки на Білорусь, а й на Україну були також розраховані видання Симона Будного, Василя Тяпинського (за походженням українця), а також публікації заблудівської друкарні гетьмана Великого Князівства Литовського Григорія Ходкевича, нащадка київських бояр.
Іван Федоров, який раніше працював у Москві і білоруському місті Заблудів, згодом видав в Україні дві книжки: «Апостол» львівський (1574) та «Буквар» львівський. Князь Костянтин Василь Острозький заснував Острозьку друкарню, в якій Іван Федоров надрукував церковнослов'янсько-грецький буквар (1578), «Новий заповіт і псалтир» (1580), «Острозьку Біблію» (1581). Друкарня в Острозі діяла до 1612 і видала 28 назв книг, у тому числі пам'ятки полемічної літератури, богословські твори, букварі. Львівська братська друкарня почала діяти з 1591, серед її раніших видань були грецько-церковнослов'янська граматика «Аделфотес», перші в Україні друковані видання віршів і драматичних творів. З часом основне місце в продукції друкарні зайняли старанно відредаговані літургійні книги, до яких нерідко додавались передмови, вірші на герб, післямови. В різний час підприємством керували Пафнутій Кулчич, Памво Беринда, Андрій Скольський. Друкарнями також володіли львівські православні єпископи: Гедеон Балабан заснував Стрятинську (1602—1606) та Крилоську друкарні (1606), а Арсеній Желиборський — друкарню у Львові (1645—1646). Випуск ними перевірених текстів богослужбових книг сприяв уніфікації церковного обряду.

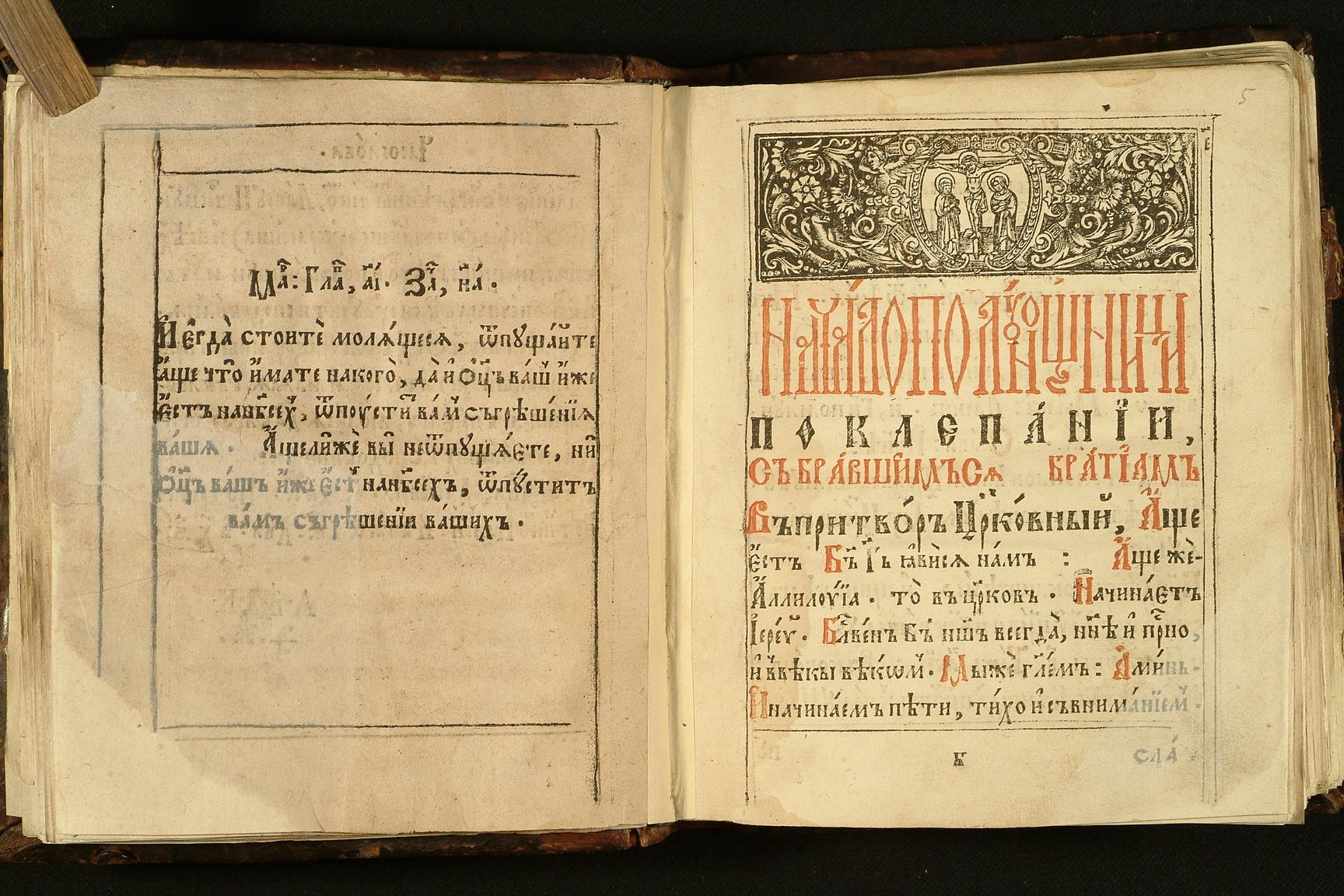
«Часослов» 1616 року: перша книга надрукована в Києві.

В значно ширших масштабах редагування літургійних текстів проводила Києво-Печерська друкарня, заснована 1616 архімандритом лаври Єлисеєм Плетенецьким. Під керівництвом висококваліфікованих друкарів та редакторів Памви Беринди і Тарасія Земки ця друкарня стала найважливішим видавничим осередком на українських землях. Крім літургійних книг, у ній видано окремі літературні й богословські твори, вірші Касіяна Саковича (1622), «Лексикон словенороський» Памви Беринди (1626). Під наглядом київського митрополита Петра Могили підготовлено книги, важливі для консолідації православної церкви — катехизм «Собраніє короткої науки о артикулах віри» (виданий руською і польською 1645), «Требник Петра Могили» 1646. Налагоджено друкування книжок латинською і польською мовами, серед них літературних творів викладачів і студентів Києво-Могилянського колегіуму (див. Києво-Могилянська академія). Польсьською мовою видано полемічний трактат Петра Могили «Літос…».
З українських мандрівних друкарів найактивнішими були Тимофій Вербицький (1625—1628 мав власну друкарню в Києві, з 1635 працював у м. Кимполунґ у друкарні господаря Волощини) і Соболь Спиридон (1628—1630 — власник друкарського підприємства в Києві; 1631—1638 працював у Білорусі — в Кутеїнському монастирі, Могильові, Буйничах). Мандрівними видавцями також були письменник Кирило Транквіліон-Ставровецький (видав власні твори: 1618 — у Почаєві, 1619 — у м. Рохманів, нині село Шумського р-ну Тернопільської області, 1646 — у Чернігові), друкар Павло Люткович (1619–20 — у с. Угорці поблизу Самбора, 1625 — у м. Четвертня, нині село Маневицького р-ну Волинської області, 1625–28 — у м. Луцьк, 1629 — у с. Чорна на Волині).
В Україні діяли також: польські друкарні Матвія Берната (кінець 16 ст., Львів), Яна Шеліги (бл. 1610—1636, Добромиль, Львів, Ярослав); кальвіністська друкарня у Панівцях (1608—1611); друкарня Львівського єзуїтського колегіуму (з 1642); вірменська друкарня Ованеса Карматенянца у Львові (1620-ті роки). Львівський друкар-підприємець Михайло Сльозка, починаючи з 1638, видавав православні літургійні книги, які приносили йому істотні прибутки, а також літературні й наукові твори староукраїнською, латинською, польською мовами. Михайло Сльозка приділяв значну увагу редакційній підготовці текстів, писав передмови і вірші.
Протягом 1574—1648 в Україні працювало 25 друкарень. Із них 17 належали українцям і видавали книжки переважно церковнослов'янською і староукраїнською мовами, 7 друкарень вели книговидання латинською і польською мовами. На відміну від Росії, де в цей час існувала лише одна велика державна друкарня в Москві, Д. і к. в Україні розвивались децентралізовано: друкарні діяли в 17 місцевостях, з них 7 — у селах, решта — у містах і містечках. Характерною рисою української книжки була насиченість дереворитними (особлива техніка виготовлення гравюри-штампа на дошці з дерева) орнаментами, сюжетними ілюстраціями, зображеннями гербів осіб, яким присвячувалися книги. Гадяцький договір 1658 року передбачав, що в автономній Українській державі буде діяти необмежена кількість («скільки потрібно») шкіл, колегіумів, друкарень і що можна буде друкувати «скільки потрібно» світських та релігійно-повчальних книг. У роки Руїни приватні друкарні, що належали майстрам-міщанам, прийшли в занепад. 1651—1667 в Україні діяло лише 4 друкарні — одна (лаврська) у Києві і три (братства, єзуїтського колегіуму та Михайла Сльозки) у Львові. Після смерті Михайла Сльозки на всю Україну залишилося тільки три друкарні, причому всі вони належали церковним установам. Від 1670 знову запрацювала друкарня (заснована ще 1648; див. Унівська друкарня) при православному на той час Унівському Свято-Успенському монастирі.

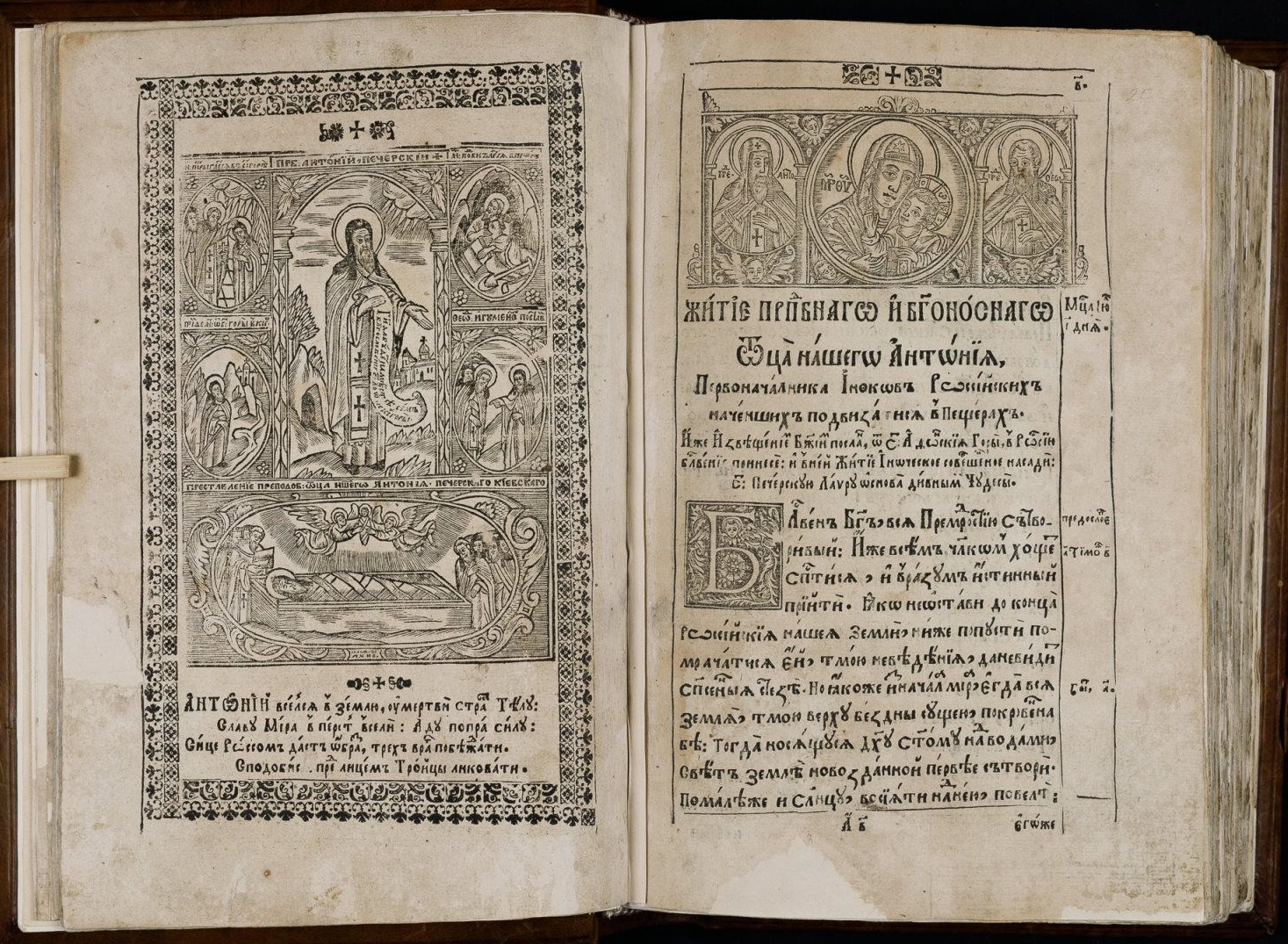
«Києво-Печерський патерик» (1661).

Києво-Печерська друкарня залишалась в Україні провідним центром книговидання, ініціатором оновлення і збагачення тематики видань. Завдяки як авторитетові лаври, так і її матеріальним можливостям Києво-Печерська друкарня краще, ніж усі інші, витримала потрясіння, зумовлені війнами, пошестями, зменшенням ринків збуту. Не тільки в Україні, а й далеко за її межами поширювались видані лаврою богослужбові книги, молитовники, букварі, збірки проповідей. Великим досягненням лаврської друкарні було видання «Києво-Печерського Патерика» (вперше 1661, пізніше не раз перевидавався), Книги житій святих (Четьї мінеї) Д.Туптала (Димитрія Ростовського), «Алфавіту духовного» І.Копинського. Видавалися панегірики (у тому числі на честь гетьманів І.Самойловича та І.Мазепи, полковника Ф.Донця-Захаржевського), «конклюзії» — великоформатні ілюстровані друки, в яких панегіричний вірш поєднувався з тезами диспуту на філософську або богословську тему. Друкарня дбала про якість шрифтів, естетику розміщення тексту та ілюстрацій.
Загально-українського значення мало створення 1674 книговидавничого підприємства на Лівобережжі — у Новгороді-Сіверському; 1679 ця друкарня переїхала до Чернігова (див. Чернігівська друкарня). Від більшості інших православних друкарень вона відрізнялася тим, що поширювала переважно твори чернігівського єпископа (згодом архієпископа) Л.Барановича (він же був власником цієї друкарні) та інших тогочасних авторів, зокрема І.Галятовського, Д.Туптала, І.Величковського. Це були проповіді, релігійно-моралізаторські вірші польською мовою, полемічні твори, панегірики. Після смерті Л.Барановича друкарня перейшла до Чернігівського Свято-Троїцького Іллінського монастиря. В ній друкувалися релігійні вірші І.Максимовича, панегірики різними мовами (І.Орловського, П.Терлецького, П.Армашенка), богослужбові книги, букварі.

## Період царської цензури
Царським указом 1720 і розпорядженням синоду 1721 Києво-Печерській і Чернігівській друкарням було заборонено під загрозою суворих покарань видавати будь-що, крім передруків давніх видань, які не мали відрізнятися мовою і навіть наголосами від російських. Аналогічні укази видавалися і в наступні роки. Заборонялося публікувати будь-які світські за змістом чи навіть релігійні, але нові, твори, не дозволялося наближати мову видань до розмовної мови населення. Друкування ж книжок, потрібних для реформування освіти, адміністрації, громадського життя, російською мовою вважалося привілеєм російського імперського центру. Було встановлено подвійну цензуру: оригіналу і сигнального примірника. Чернігівська друкарня деякий час видавала книги із зазначенням дати, яка передувала указу 1720, але внаслідок чергового доносу змушена була припинити видавничу діяльність аж до 1743. Київська друкарня, долаючи всілякі перепони, продовжувала працювати. Ослаблення цензурного режиму за правління імператриці Єлизавети Петрівни й, зокрема, за гетьманування Кирила Розумовського було незначним. Префект Києво-Могилянської академії Мануїл Козачинський книгу «Філософія Арістотелева», що містила панегірики на честь Олексія Розумовського і Кирила Розумовського, мусив друкувати за кордоном, у Львові, — оскільки в цензурному режимі стосовно українських друкарень винятків не допускалося. Єдиною ділянкою, де київські та чернігівські друкарі могли ще кілька десятиліть розвивати творчу активність, було поліграфічне виконання і художнє оформлення книжок. Багато видань першої пол. 18 ст. вирізняються поліграфічною досконалістю, красою шрифтів, майстерністю компонування шпальт і насамперед мистецьким рівнем ілюстрацій та орнаментальних оздоб. Неповторність оформлення видань забезпечували титульні сторінки, фронтиспіси, ілюстрації, орнаментальні заставки й кінцівки. Визначними майстрами оформлення книги були гравери на міді А.Козачківський, Г.Левицький, А.Тарасевич.
Як свідчить опис лаврської друкарні середини 18 ст., на той час її технічний рівень був високим. Тут налічувалося 6 металевих станів (друкарських верстатів), з них постійно працювали 4, два інших використовувалися час від часу, коли була термінова робота. За кожним станом закріплювалося по три вільнонайманих майстри: складальник (зицер), пилкар (батирщик), який наносив фарбу на друкарську форму, і прасмайстер (прасар), який видруковував тираж. Стандартним накладом книг великого формату був «таборок» (1200 примірників), а формату октаво (1/8 аркуша) — два «таборки». Подібним до обладнання Києво-Печерської друкарні було оснащення і Львівської братської друкарні, хоча у 18 ст. вона й значно звузила свою видавничу програму, обмежившись переважно перевиданням літургійних книг, проте, як і раніше, до багатьох з них додавалися світські частини: присвяти різним особам і вірші на їхні герби, «епіграми» на герб Львівського братства, передмови, в яких є повідомлення про історичні події, ремінісценції з античної літератури тощо. 1788 Львівське ставропігійське братство було скасоване австрійською владою. Друкарня Ставропігійського інституту у Львові (1790—1939) тільки формально залишалася спадкоємницею братської, оскільки її значимість в культурному житті українського народу істотно зменшилася.

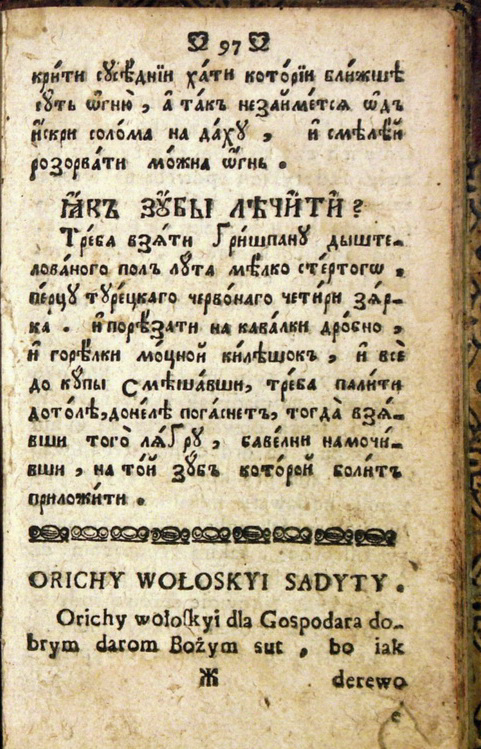
«Книжиця для господарства» (1788), перші й останні сторінки в якій надруковані польською мовою, а середні — розмовною українською.

Стабільну видавничу діяльність змогли налагодити монастирські осередки. Заслугою Унівської друкарні був її внесок у публікацію богословських, катехізтичних та релігійно-моралізаторських творів, у тому числі україномовних. 1670 в Уневі передруковано з ранішого київського видання твір Теодосія Софоновича «Виклад о церкві», в додатку до якого вміщено, теж на підставі київського друку, переклад українською книжною мовою житія великого князя київського Володимира Святославича. 1680 вийшла друком україномовна книга єпископа Й.Шумлянського «Зерцало до прейзріння і латвійшого зрозуміння віри святої», в додатку до якої видано твір С.Косова «О містиріях». Почаївська друкарня дбала про видання богословських та релігійно-моралізаторських книг, звертаючи особливу увагу на запити й потреби парафіяльного духовенства. В низці друків, особливо другої пол. 18 ст., впроваджувалася мова, близька до української народнорозмовної. Нею, зокрема, надруковано два видання, високо оцінені Іваном Франком, — порадник доброго тону для молоді («Політика свіцькая», 1770) і господарчий порадник («Книжиця для господарства», 1788). Опубліковано й низки українських пісень та віршів кирилицею і латинкою. Особливо популярною стала збірка релігійних пісень «Богогласник» (1790). Крім українських кириличних друків, Почаївська друкарня видавала праці українських авторів польською та латинською мовами, приймала замовлення окремих польських письменників на друкування їхніх творів. Зокрема, видано публікації історичних документів, польські переклади творів Ціцерона й Саллюстія, підручники з фізики Ф.Шашкевича та геометрії Т.Свіжавського, курси риторики латинською мовою.
Польські друкарні видавали книги не лише для поляків, а й для всіх, хто читав польською мовою, — українських шляхтичів, міщан, представників верхівки духовенства. Тут виходили друком й польськомовні твори авторів-українців, і твори, тематично пов'язані з Україною. Практично всі польські друкарні видавали також і латиномовні тексти. До найбільших в Україні за кількістю публікацій належала друкарня Львівського єзуїтського колегіуму, яка існувала до 1773. Серед її видань численні панегірики, книги релігійно-моралізаторського, богословського та релігійно-полемічного змісту. У Львові, поряд з друкарнями єзуїтського колегіуму та католицького братства Трійці, виникли подібні за характером книжкової продукції підприємства П.-Й.Ґольчевського (1735–51), І.Филиповича (1753–67), Я.Шліхтина та його спадкоємців (1755–85). Від 1760 діяла друкарня при Бердичівському кармелітському монастирі.
До останніх десятиліть 18 ст. більшість з об'ємних багатотиражних книг становили видання, призначені для православної і греко-католицької церкви, це були релігійні, насамперед богослужбові, тексти і молитовники, меншою мірою — християнська повчально-моралізаторська література. Друкувалися такі книги переважно церковнослов'янською мовою кириличним шрифтом, однак у певних їхніх структурних частинах (передмови, присвяти) вживалася й українська книжна мова. З освітніх видань масовими тиражами й досить часто друкувалися букварі. Хоч уривки для читання в них подавалися церковнослов'янською мовою, але, засвоївши правила, учні могли вільно читати й українські тексти. Сприйняттю українцями церковнослов'янської мови як «високого стилю» книжної мови сприяли специфічно українській особливості вимови традиційних текстів. Якщо богослужбові книги, молитовники й букварі набули значного поширення, то чисто літературні публікації (вірші, програми театральних вистав, панегірики) й окремі видання з гуманітарних та природничих наук (тези диспутів, посібники з граматики, історії тощо), за поодинокими винятками, виходили невеликими накладами й призначалися для вузького кола читачів. Вони видавалися різними мовами — книжною українською, церковнослов'янською і — найчастіше — польською або латинською. Ситуація змінилася, коли різноманітні світські видання у центральній, південні і східній Україні почали виходити російською мовою, тобто в останні роки 18 ст., а в Галичині — німецькою, польсьскою, латинською, французькою після 1772.

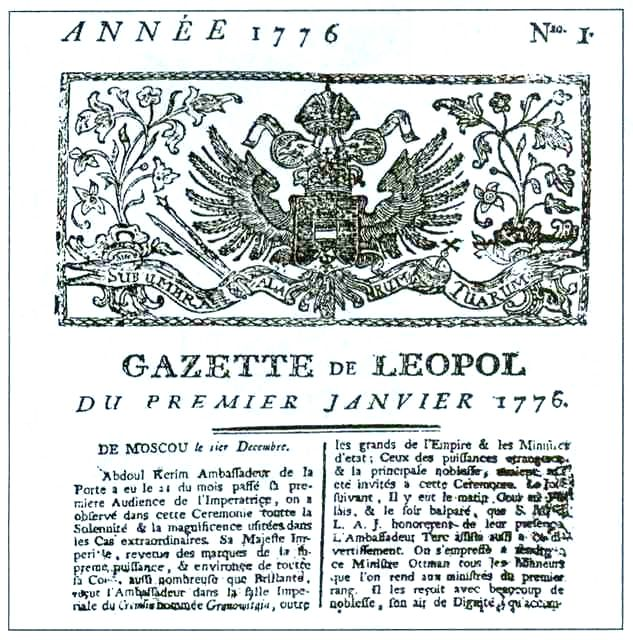
«Gazette de Leopol» (1776), перша газета на території України, видавалася у Львові французькою мовою.

На зовнішній вигляд кириличної книжки вплинуло впровадження «гражданського» шрифту. Традиційний кириличний шрифт зберігся у виданнях релігійного змісту. В останній чверті 18 ст. в Галичині розгорнули діяльність друкарі-німці, що обслуговували потреби австрійської адміністрації та освітніх установ. Найбільшою у Львові стала друкарня А.Піллера (заснована 1773; 1776 у ній друкувалася найстарша на українських землях газета, французькомовна «Gazette de Léopol»). Попри всі відмінності, німецько-латинські-польські друкарні в Галичині і російськомовні гражданські друкарні в центральних та південних регіонах України мали багато спільного. Вони обслуговували потреби урядових установ і освітньої системи, пов'язаної з ними. Українські літературні твори в цей час поширювались у рукописах (див. Рукописна книга).

## Перші видання народною українською мовою

Перше повне видання «Енеїди» надруковано 1842 року у Харкові

Наприкінці 18 ст. майже одночасно з небаченим раніше розповсюдженням в Україні друкарства іноземними мовами побачила світ, але поза межами України — в Санкт-Петербурзі — перша книжка українською народно-розмовною мовою — перша частина «Енеїди» Івана Котляревського. В наступні десятиріччя видання з української історії і культури нерідко друкувалися в Санкт-Петербурзі, де адміністративний контроль над Д. і к. був менш суворим, ніж на українських землях.
На початку 19 ст. на українськиї землях, що були під владою Російської імперії, книги і далі друкувалися лише російською і церковнослов'янською мовами, а в Галичині — німецькою, польською, церковнослов'янською. Тільки в окремих видавців і в окремих періодичних виданнях істотне місце займала українська тематика. В друкарні Харківського університету, заснованій 1805, друкувався перший в Україні журнал «Український вісник» (1816–19). Від 1835 діяла друкарня Київського університету. Києво-Печерська друкарня, крім книг церковнослов'янською мовою, друкувала навчальні посібники для початкових шкіл і духовних училищ, календарі, періодичні видання гражданським шрифтом. 1839 року Одеське товариство історії та старожитностей почало видавати наукові записки. Українські книги виходили також у Санкт-Петербурзі (зокрема «Кобзар» Тараса Шевченка, 1840) і Москві (у тому числі збірки українськиї народних пісень, укладені Михайлом Максимовичем). Україномовний альманах «Русалка Дністровая» довелося друкувати в м. Буда (нині в складі м. Будапешт, Угорщина) в друкарні Пештського університету (1837). 1848–57 в друкарні Ставропігійського інституту виходила перша українська газета «Зоря Галицька». 1848 у Львові засновано товариство «Галицько-Руська матиця», яке вело і видавничу діяльність.
В 1860-х роках українські Д. і к. в межах Росіської імперії пережили період деякого, хоч і короткотривалого, пожвавлення. Пантелеймон Куліш і Данило Каменецький в Санкт-Петербурзі відкрили українську друкарню, в якій вийшли книги Тараса Шевченка, Марка Вовчка, Григорія Квітки-Основ'яненка, серія «Сільська бібліотека», навчальні посібники українською мовою для недільних шкіл та ін. Крім Києва, Харкова і Одеси, центрами Д. і к. були Чернігів і Полтава.

## Період роськійсько-імперських заборон

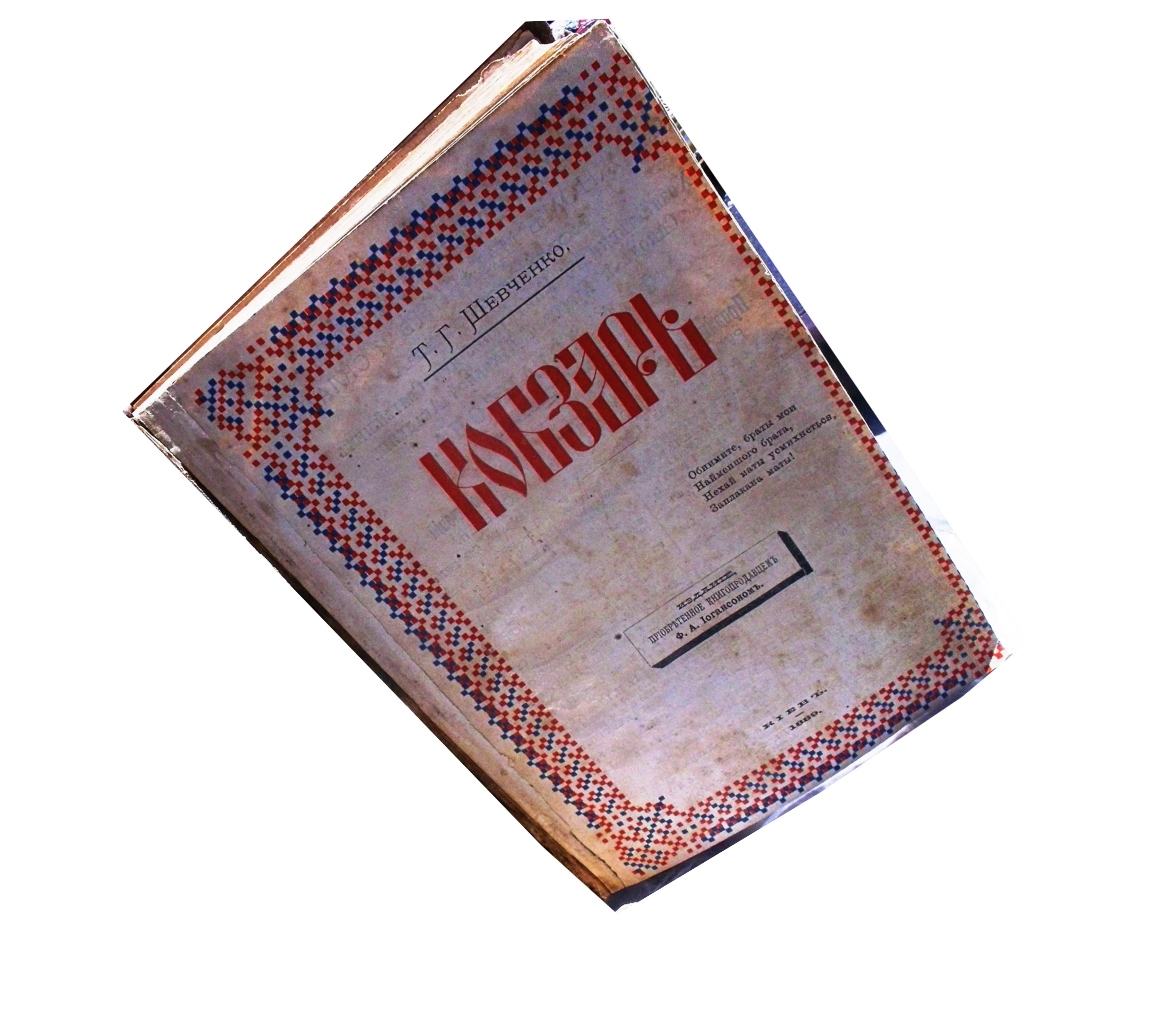
Через заборони, перше київське видання «Кобзаря» Шевченка вийшло друком лише у 1889 році.

Валуєвський циркуляр 1863 і Емський акт 1876 надовго, до 1905, паралізували розвиток національного друкарства в центральній і східній Україні. Було заборонено друкувати україномовні тексти, крім історичних документів та творів художньої літератури, на які в кожному випадку був потрібний дозвіл цензури. Безпосередньою реакцією на Емський акт стало заснування Михайлом Драгомановим за дорученням Київської громади (див. Громада) Вільної української друкарні в Женеві (Швейцарія). Довголітнім її керівником був А.Ляхоцький. Найвідоміші женевські видання — редаговані М.Драгомановим збірники «Громада» (т. 1–5, 1878–82) і однойменний журнал, твори самого М.Драгоманова і С.Подолинського. 1876 на кошти київської Старої громади надруковано у Празі «Кобзар» Шевченка, другий том якого містив заборонені в Росії твори.
Порівняно сприятливими були умови розвитку Д. і к. в Галичині, особливо після запровадження в Австро-Угорщині конституції 1867. У Львові, Перемишлі (нині м. Пшемисль, Польща), Чернівцях, Коломиї працювали друкарні приватних осіб і установ. Серійне видавництво книжок для ширшого кола читачів налагодили товариство «Просвіта» (див. Просвіта), засноване народовцями, і Общество ім. Качковського, яке пропагувало погляди москвофілів (див. Москвофільство). Важливим видавничим центром стало літературне (з 1892 Наукове) товариство ім. Шевченка у Львові (див. Наукове товариство імені Шевченка). Іван Франко видавав книжкові серії «Дрібна бібліотека» (1878–81) та «Літературно-наукова бібліотека» (1889–98), К.Паньківський — «Малу бібліотеку». Особливо успішною виявилася діяльність Українсько-руської видавничої спілки — акціонерного товариства, яким керували Михайло Грушевський, Іван Франко і В.Гнатюк. У «великій» і «малій» серіях друкувалися твори українських письменників і переклади наукових та літературних праць іноземних авторів. За два десятиріччя опубліковано 600 книжок, накладом від 500 до 1700 примірників кожна.
Передумовою подальшого розвитку друкарства стало винайдення літографії і плоскодрукарської машини. В Україні перші літографічні майстерні відкрито 1822 (Львів) і 1823 (Чернігів), плоскодрукарські машини стали використовувати з середини 19 ст. Від другої пол. 19 — початку 20 ст. впроваджується в друкарство лінотип, пізніше — ротаційні машини, розвивається офсетний друк. Український винахідник О.Лівчак розробив проект набірно-матрицевідливної машини. На 1897 було 22 друкарні в Києві, 55 — в Одесі, 27 — у Харківській губернії, 27 — у Волинській. Більшість з них залишались малопотужними і виготовляли головно газети та журнали, оголошення й інші замовні матеріали. Найбільші друкарні зосереджувалися в: Києві — С.Кульженка, І.Самоненка, Є.Череповського, О.Коваленка, Ф.Іогансена; в Одесі — Є.Фесенка, в Полтаві — К.Маркевича. Власники цих друкарень також були книговидавцями-підприємцями. Часто видавничу діяльність вели книгарі. В Києві польські книги і ноти (в тому числі твори українських композиторів і української народної пісні) видавали книгарні А.Коціпінського, Б.Корейво, Л.Ідзіковського і його спадкоємців. У Львові видавництвом польських книг займалися книгарні К.Вільда, В.Ґубриновича і його сина К.Ґубриновича, Г.Альтенберґа і спадкоємців, Б.Полонецького. У Золочеві (нині місто Львівської області) книгарня і друкарня О.Цукерканделя випускала дешеву малоформатну серію «Загальна бібліотека» (Biblioteka Powszechna), а також так звані брики — посібники для гімназистів, у тому числі україномовні. Національний інститут ім. Оссолінських (Оссолінеум) мав бібліотеку, друкарню і видавництво, які спеціалізувалися на виданні польської класичної літератури, наукових праць і підручників.
У Росії, щоб обійти цензурні заборони, доводилося просвітні видання випускати у світ під виглядом художньої літератури. Так діяв, зокрема, Борис Грінченко, який випустив у Харкові й Чернігові (з 1894) низку популярних книг для народу, а також твори Шевченка, П. А. Грабовського і власні. Аналогічну діяльність вело Харківське видавництво «Вс. І. Гуртом» на чолі з Гнатом Хоткевичем (з 1901). У 1895 у Києві засноване видавництво «Вік». З поданих до 1903 на розгляд цензури 230 рукописів йому вдалося видати лише бл. 80. Все ж 1900–18 «Вік» надрукував 331 книгу загальним накладом 1,7 млн примірників. Серед них були серії «Українська бібліотека», «Сільська бібліотека», зібрання творів укрораїнських письменників, популярні брошури.
Поява друкарень у провінційних містах створювала умови для розгортання і в них видавничої діяльності. 1886 у Херсоні надруковано збірку драматичних творів І.Карпенка-Карого. Про пожвавлення культурного життя свідчили видання літературних альманахів у Чернігові («Степові квіти», 1899; «Хвиля за хвилею», 1900), Херсоні («Перша ластівка», 1905) та інших містах. У Санкт-Петербурзі видавничу діяльність розгорнуло «Благодійне товариство видання загальнокорисних та дешевих книг» (1898—1918), яке надрукувало бл. 80 назв брошур з природознавства, сільського господарства, медицини. В менших масштабах українську книгу видавали київські і харківські товариства грамотності, редакція журналу «Киевская старина», приватні видавці.

## Після революції 1905—1907 років
Валуєвський циркуляр і Емський акт фактично втратили юридичну силу лише в ході революції 1905—1907 років. Відтоді ті чи інші книги, газети й журнали забороняли за їхній зміст вже після їх видання. Стало можливим видання української преси, але щодо неї цензура була особливо суворою.
Великий внесок у розвиток української культури зробило видавництво «Час», що діяло в Києві 1908—1920. Фундаторами і керівниками цього видавництва були В.Королів-Старий, М.Синицький, М.Левицький, П.Петрушевський. Видавництво мало друкарню і книгарню, а його капітал з часом перевищив 1 млн рублів. Серед видань були твори українських письменників і переклади з різних мов, підручники, брошури для широкого кола читачів, кольорові поштівки з ілюстраціями А.Ждахи і текстами народних пісень. 1907–13 у Києві діяло видавництво «Лан» (засновник О.Грушевський, дир. Ю.Тищенко), яке випускало «Дитячу бібліотеку» і «Науково-популярну бібліотеку». Київське видавництво «Дзвін» було видавцем однойменного журналу. В Одесі перше українське видавництво «Сніп» засновано 1905 заходами одеської «Просвіти» та її голови М.Комарова. Невеликі українські видавництва діяли і в ін. містах Наддніпрянської України. 1916 створено Українське видавництво у Катеринославі (нині м. Дніпропетровськ; дир. Є.Вировий). Всього за 1798—1916 вийшло бл. 6 тисяч назв книжок українською мовою, в тому числі не менше 2,8 тис. в Наддніпрянщині. Твори Т.Шевченка з 1840 до 1914 видавалися в Україні та поза її межами понад 500 разів.

## Після Першої світової
У роки Першої світової війни Д. і к. на українських землях різко скоротилися. В Росії випуск книг українською мовою знову, за дуже незначними винятками, опинився під забороною. Одночасно пожвавилося видання політичних публікацій на українські теми поза межами України. Союз визволення України в ряді країн Європи публікував кількома мовами брошури та інформаційні матеріали з обґрунтуванням курсу на самостійність України. Політичні видання самостійницького напряму виходили також у США і Канаді.
Небувалий за розмахом спалах українського книговидання припадає на роки боротьби за державність України. Кількість українських видавництв зросла до 78 в 1917 році і 120 в 1918 році. Розвивалися як громадянські, так і приватні видавничі підприємства, виникали книгарні й бібліотеки. За неповними даними, 1918 року видано 1526 назв книжок, з них 1084 — українською мовою, 386 — російською, 56 — іншими мовами. Національно орієнтовані українські видавництва виникли в таких містах, як Глухів, Лубни, Сміла, Кобеляки, Козятин, Валки, Могилів-Подільський, Єкатеринодар (нині м. Краснодар, РФ) й багатьох ін. Відомо понад 10 видавництв місцевих «Просвіт», зокрема в Кролевці, Золотоноші, Більську (нині м. Бєльск-Подляські, Польща). Діяли офіційні державні видавництва, приватні отримували від держави безвідсоткові позики. Зростання попиту на українську книжку забезпечило прибутковість найбільших видавництв; такі з них, як «Час», «Друкарь», «Сіяч», «Криниця», придбали власні друкарні. Стихійно й дуже стрімко зростала кількість українських періодичних видань; з'явилися вони в усіх великих містах і багатьох містечках українських земель і поза їх межами, в тому числі у Воронежі (поширювалися в українських місцевостях Воронежчини й Курщини), містах Сибіру та на Далекому Сході. Швидко збільшувалася кількість фахової періодики.
В УСРР книговидання було централізоване й підпорядковане державі і, в остаточному підсумку, опинилося під партійним контролем. Лише кілька років проіснували громадські видавничі підприємства «Друкарь» (1916—1924), «Сяйво» (1913—1919, 1926—1929). Державні видавництва об'єднано у Всеукраїнське державне видавництво (Держвидав; див. Державне видавництво України). 1922 засновані державні видавництва «Пролетар» і «Молодий робітник». Масовими тиражами друкувалась агітаційно-пропагандистська література. Видавались, особливо в 1920-х роках, також твори українських письменників, науково-популярна література. Найбільшими видавництвами були «Рух» і «Книгоспілка» в Харкові. Наукові книжки видавала ВУАН, до якої перейшла друкарня Києво-Печерської лаври.

Павло Тичина «Сонячні кларнети» (Київ, 1918)
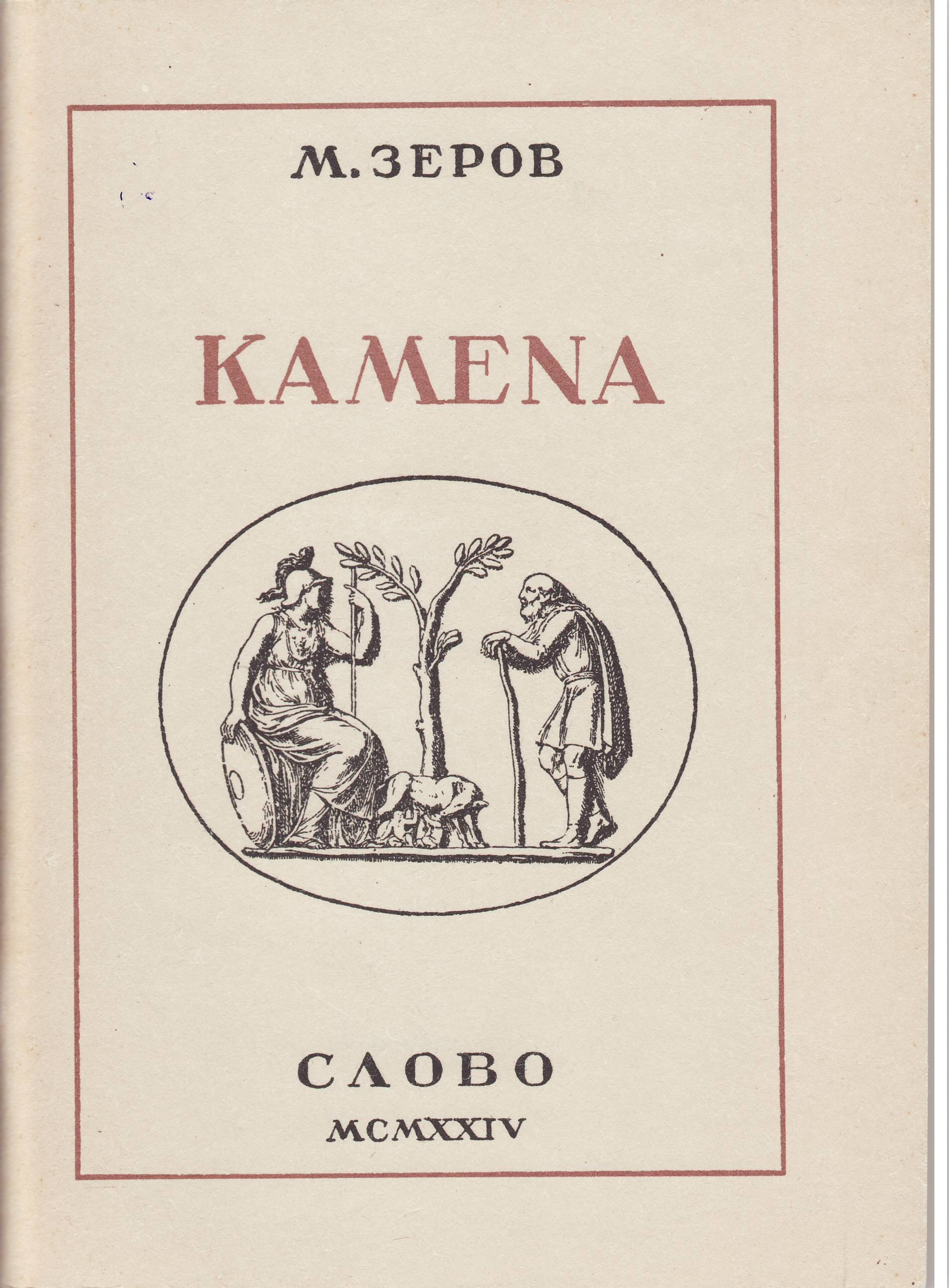
Микола Зеров «Камена» (Київ, 1924)
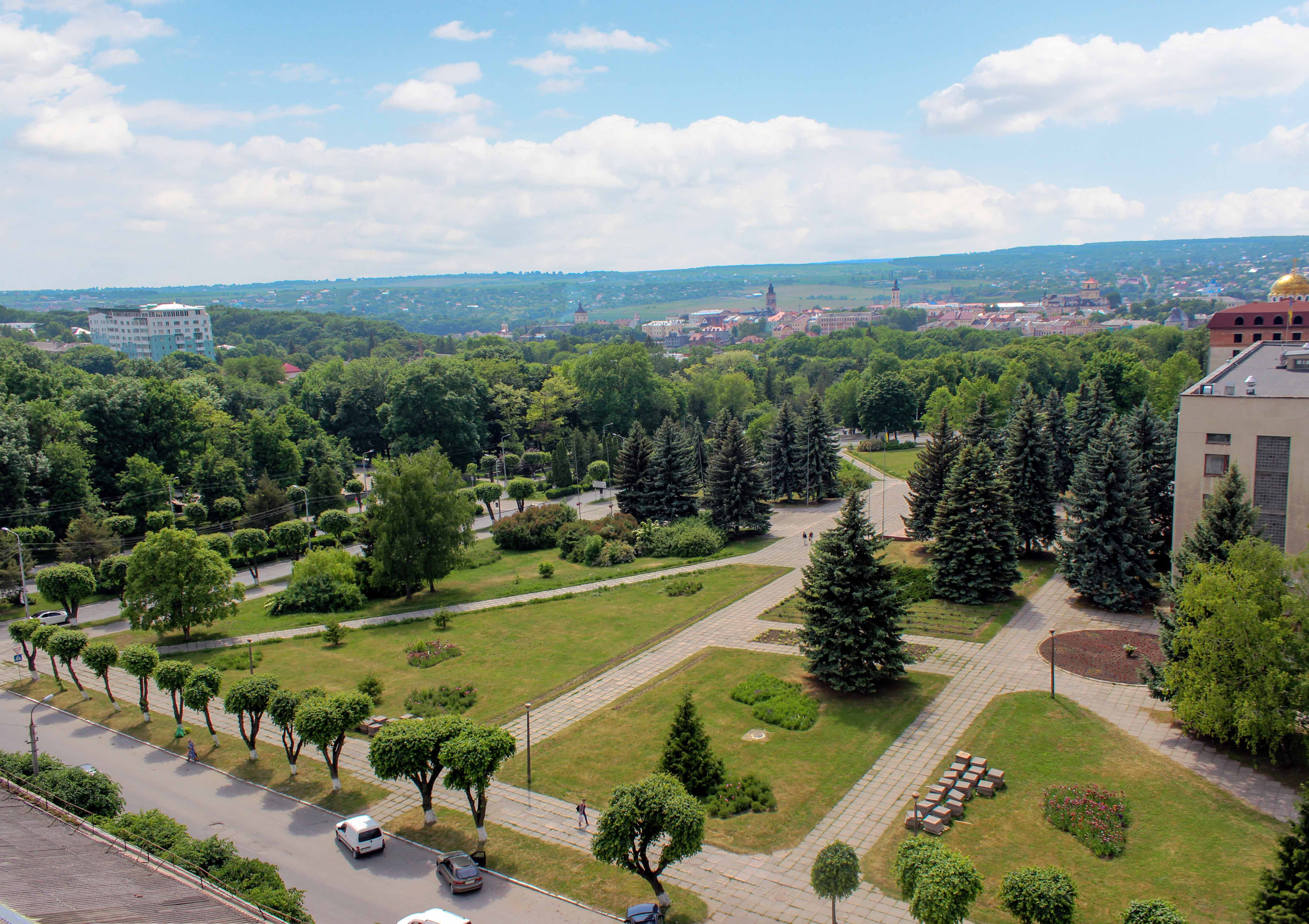
Валер'ян Підмогильний «Місто» (Київ, 1928)
Богдан-Ігор Антонич «Привітання життя» (Львів, 1931)

## Під час сталінізму

Іван Тиктор, власник найбільшого на Галичині українського видавничого концерну «Українська преса» (1923—1939).

Від 1930-х років, одночасно з розгромом «українізації» 1920—х років посилилися політика централізації видавничої справи та цензурний контроль. Жертвами терору стали діячі українського книговидання Гнат Хоткевич, Іван Лизанівський, Сергій Пилипенко, Антін Крушельницький. Багато видань, готових до друку, було заборонено, знищено й цілі тиражі надрукованих книг (неповний список знищених академічних видань з українознавства, укладений Наталією Полонською-Василенко, включає 35 назв).
Для зручності контролю доведено до крайніх меж централізацію книговидання. Держвидав перетворено в Державне видавниче об'єднання України (ДВОУ), якому підпорядковано всі головні видавництва. Після ліквідації ДВОУ 1934 ще більше посилився контроль ідеологічних партійних органів, зведено до мінімуму видавничу діяльність на місцях. Книжкова продукція сконцентрувалася в спеціалізованих видавництвах, яких на 1940 залишалося 14. У всіх районних центрах відкрито друкарні, головним чином для випуску місцевих газет. Всього в 1940 в Україні діяло 885 друкарень, з них 30 республіканських, 24 обласних, 58 міських, 743 районних і 30 інших. Одночасно із зростанням обсягів Д. і к. в Україні швидко зменшувалася кількість україномовних видань — з 6394 (79 % загальної кількості видань усіма мовами) у 1930 до 1895 (43 %) у 1939.

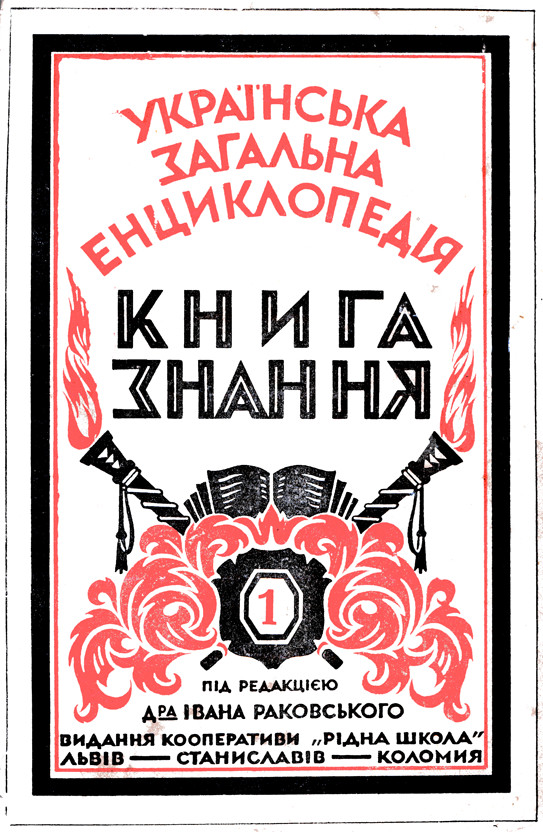
«Українська загальна енциклопедія», том 1, Львів, 1930

В Галичині в міжвоєнний час діяло бл. 50 невеликих українських видавництв, продукція яких 1934 становила 346 назв. Визначними видавцями були Іван Тиктор (власник концерну «Українська преса»), Михайло Таранько (засновник видавництва «Світ дитини»), Михайло Матчак (організатор і власник видавництва «Ізмарагд»), Роман Паладійчук (засновник видавництва «Дешева книжка»). Діяли видавничий кооператив «Червона калина», видавнича спілка «Діло», виданням книжок займалися товариства «Просвіта», «Рідна школа», «Сільський господар», «Відродження», Ревізійний союз українських кооперативів, кооператив «Маслосоюз». 1930—1935 видано «Українську загальну енциклопедію». На Буковині в умовах суворої румунської цензури 1921—1928 вийшло лише 39 назв українських книжок. Порівняно сприятливими були умови для українських Д. і к. у Закарпатській Україні — Ужгороді, Мукачевому, Севлюші (нині м. Виноградів), Береговому. Видавали книжки і періодику Ужгородське товариство «Просвіта», товариство «Учительська громада» і ін. товариства. З еміграційних видавничих установ вирізнявся активністю Український громадський видавничий фонд у Празі (1923–32). Видавничу діяльність розгорнули й створені в еміграції культурно-освітні осередки: Український вільний університет (1921—1945, від 1946 у Мюнхені), Українська господарська академія в Подєбрадах (1922—1932). Видавництво «Українська накладня» Яківа Оренштайна (засноване 1903 в Коломиї, 1919–32 у Берліні) видавало оригінальні твори українського красного письменства і переклади (серія «Загальна бібліотека»). Незалежні видавничі центри на західно-українських землях ліквідовано після включення цих земель до СРСР (1939). Під час гітлерівської окупації були дозволені лише «Українське видавництво» у Кракові і його львівська філія. Нелегально виходили в Україні видання Організації українських націоналістів та Української повстанської армії, листівки й брошури радянських підпільників. Видавнича діяльність продовжувалася далі в українській діаспорі (країни Європи, США, Канада).

## Повоєнний час

«Словник української мови в 11 томах», перший тлумачний словник української мови, виданий в 1970—1980 роках.

Після війни в УРСР відновили працю більшість київських видавництв, засновано газетні видавництва в обласних центрах. Друкувалися масовими тиражами офіційно-пропагандистські видання (головно у видвидавництві Держполітвидав УРСР), шкільні підручники. Налагоджено випуск спеціальної технічної та економічної літератури. З української літератури друкувалась переважно класика (крім тих авторів, які були заборонені владою), твори офіційно визнаних українських радянських письменників. Контроль за видавничою продукцією з 1959 здійснювало Управління поліграфічної промисловості і видавництв при Раді Міністрів УРСР, перетворене з 1963 у Державний комітет Ради Міністрів УРСР по пресі, який пізніше кілька разів перейменовувався. Однією з перших акцій комітету було присвоєння привабливіших назв видавництвам. «Держлітвидав України» став «Дніпром», «Дитвидав ЦК ЛКСМУ» — «Веселкою», обласні книжково-журнальні видавництва отримали статус республіканських регіональних видавництв і назви з локальним колоритом: «Маяк» в Одесі, «Таврія» в Сімферополі, «Каменяр» у Львові, «Карпати» в Ужгороді. Видавництву АН УРСР дано назву «Наукова думка», харківському книжково-журнальному видавництву — «Прапор», дніпропетровському — «Промінь». Видавництво «Радянський письменник» належало Спілці письменників України, видавництво «Молодь» діяло в структурі ЦК ЛКСМУ. Спеціалізований характер мали видавництва «Техніка», «Урожай», «Здоров'я», «Мистецтво», «Музична Україна». Випуск підручників зосереджено у видавництві «Радянська школа». Видавничу діяльність вищих шкіл звели до мінімуму, поставивши її під подвійний контроль Держкомвидаву і Міністерства вищої освіти. Книговидання здійснювалося відповідно до річних тематичних планів, які затверджувалися Державним комітетом по пресі і партійним інстанціями.
У 1960-х — середині 1980-х років вийшли два видання «Української радянської енциклопедії», перша в світі «Енциклопедія кібернетики», «Шевченківський словник», «Історія міст і сіл Української РСР» (26 томів), «Історія українського мистецтва» (тт. 1–5), зібрання творів Івана Франка (тт. 1–50), Лесі Українки (тт. 1–12), які, однак, були далекі від повноти і частково спотворені цензурою. Було почато багатотомне академічне видання творів Тараса Шевченка, розпочата, але не завершена розрахована на 200 томів серія «Бібліотека української літератури».
Питома вага україномовної книги постійно скорочувалася: у 1965—2998 назв книжок українською мовою і 4023 російською мовою, 1975 — відповідно 2651 і 5693, 1980—2164 і 6572. У 1978 в УРСР було видано 3,18 примірника книг на особу, в той час як в РРФСР — 10,26. В наступні роки частка книговидання України в книжковій продукції СРСР зменшилась ще більше. Суворість цензурного контролю спричинила появу «самвидаву» — розмноження машинописних копій публіцистичних і літературних творів. З'явилися самвидавні журнали, зокрема «Український вісник», який став відомим у світі (окремі числа перекладалися на Заході на англійську та французькі мови).

## Часи Незалежності

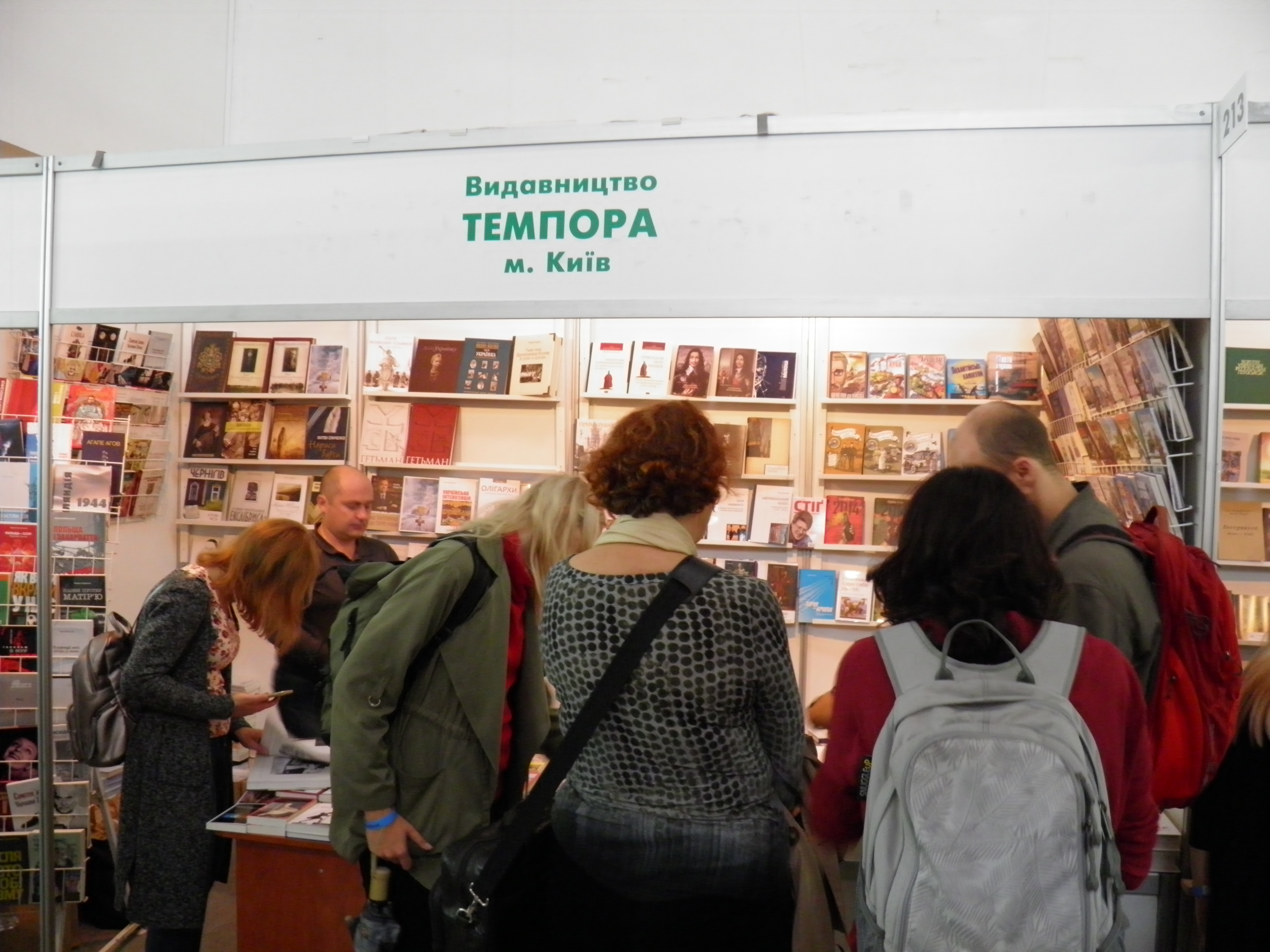
«Форум видавців у Львові» — найпопулярніша книжкова ярмарка в Україні.

Найважливішим наслідком здобуття Україною Незалежності стало для Д. і к. розкріпачення книговидання, реальне, — попри прикрі винятки, — скасування цензурних обмежень. Замість державної монополії на Д. і к. стала формуватись система вільних від ідеологічного тиску видавництв різних форм власності. Однак процес пристосування Д. і к. до ринкової економіки виявився складним і суперечливим. На початку 1990-х років розпочалось обвальне зменшення кількості видань й, особливо, тиражів. Однією з головних причин стала недоступність цін на книги для багатьох споживачів, що було викликано комерціалізацією Д. і к. Взаємопов'язаними і взаємозумовленими були кризові явища в книговиданні й книжковій торгівлі. Колишні форми системи «видавець–книга–споживач» порушено, а нові виникають досить повільно, що значною мірою пояснюється недосконалістю правової бази та податкової політики в цій галузі. Книгарні не витримують конкуренції з більш прибутковими підприємствами. В результаті різко скоротилась кількість книгарень у великих містах, а в менших містах і в більшості райцентрів книгарень не стало взагалі. Натомість з'явились книжкові ринки в Києві, Одесі та деяких інших містах. Позитивну роль у пожвавленні видавничого руху відіграють книжкові ярмарки, з яких найвідомішим є щорічний Форум видавців у Львові.
З державних видавництв, діяльність яких тепер координує Комітет інформаційної політики, телебачення і радіомовлення, виявляють велику наполегливість у пристосуванні до ринкової економіки такі видавництва, як «Наукова думка», «Либідь», «Україна», «Мистецтво» в Києві, «Світ» і «Каменяр» у Львові та деякі ін. Для заснування друкарень і видавництв потрібний не дозвіл, а реєстрація.

Незалежність України дозволила вільну публікацію досі заборонених творів, таких як «Історія України-Руси» Михайла Грушевського

У перші роки Незалежності державні видавництва розгорнули видання значними тиражами твори української класичної літератури, які раніше були заборонені, а також твори українських діаспорних авторів. Опубліковано «Історію України-Руси» М.Грушевського («Наукова думка»), його ж «Історію української літератури» («Либідь»), перевидано «Енциклопедію українознавства» (Інститут української археографії ім. М.Грушевського і НТШ). Особливою популярністю стали користуватися підручники історії України, в тому числі перевидання праць Д.Дорошенка («Світ»), І.Крип'якевича («Світ»), Н.Полонської-Василенко. В нових умовах постійно збільшується кількість недержавних видавництв, що належать приватним особам, акціонерним товариствам, громадським організаціям. З них високими показниками щодо кількості видань книг виділяються харківське видавництво «Фоліо», київські видавництва «Ранок», «А. С. К.», «Знання», тернопільське видавництво «Підручники і посібники». Великі тиражі видань мають київські видавництваа «Генеза», «Навчальна книга», «Форум». Прибутковим стало видавництво підручників, посібників із права й економіки, довідників. Книги з гуманітарних наук і художньої літератури видають видавництво Соломії Павличко «Основи», Видавничий дім «Альтернативи», видавництво «Критика». Твори сучасних письменників — видавництва «Кальварія», «Лілея», «Піраміда» та ін. Різнопрофільними є видавництва «Астропрінт» (Одеса), «Надстир'я» (Луцьк). На виданні дитячої літератури спеціалізуються видавництва «Веселка», «А-ба-ба-га-ла-ма-га», видають її, крім навчальних видань, харківське видавництво «Ранок», київське видавництво «Школа» та ін. Засновано ряд видавництв релігійної літератури, зокрема видавничий відділ Української православної церкви Київського патріархату, видавництво «Свічадо» у Львові при греко-католицькому ордені студитів; відновило діяльність видавництво василіан «Місіонер» у Жовкві. Діє також Головна спеціалізована редакція літературними мовами національних меншин України. Демократизація книговидання сприяла виникненню нових численних видавничих центрів. Книжки й брошури видаються не лише в усіх обласних та університетських містах, а й в Артемівську та Керчі, Коломиї і Глухові, Опішні і Білгороді-Дністровському, багатьох ін. містах та селищах міського типу. Розгорнула діяльність Українська асоціація видавців і книгорозповсюджувачів. Низка установ, зокрема наукових, готує оригінал-макети для друкарень, обминаючи видавництва. Краєзнавча, політична, художня література випускається не тільки установами і громадськими організаціями, а й самими авторами. Поширилось «настільне» малотиражне книговидання, продукція якого переважно не надходить у роздрібний продаж.
Наявні джерела інформації про обсяг книжкової продукції не є повними, оскільки не всі видавці надсилають обов'язкові примірники до Книжкової палати України. За даними палати, 1996 в Україні видано не менше 6074 назв книжок, з них 51 % українською мовою, в 2002 — не менш 12 444 назв, з них українською мовою 63 %. Загальна кількість книжок, виданих державними видавництвами і державними акціонерними компаніями, становила 10,7 % від числа назв книг, виданих 2002, і 38 % загального тиражу. Видавничими організаціями інших форм власності випущено 89,3 % назв і 62 % загального тиражу. Хоча кількість назв книжок протягом останніх років зростає, тиражі їх залишаються дуже малими. Загальний тираж книг і брошур 2002 був 52,6 млн прим. (1940 видано 51,3 млн, а 1979—155,7 млн прим., що теж не задовольняло потреб українських читачів).
За останні роки підвищилася якість поліграфічного виконання друкованої продукції. Найпотужніші поліграфічні підприємства сконцентровані в Києві (об'єднання «Преса України» «Поліграфкнига», Київська книжкова фабрика), Харкові (книжкова фабрика ім. Фрунзе), Львові (книжкова фабрика «Атлас», «Глобус») і в ін. великих містах. Виникла низка нових друкарень, оснащених сучасним обладнанням. Основним напрямом дальшого розвитку Д. і к. стало повсюдне впровадження комп'ютерних технологій у видавничу підготовку книжок, їх друкування і розповсюдження.

## Друкарство на Волині
Книговидання у Луцьку активно функціонувало у першій половині XVII століття. У 1628 році опублікований збірник «жалобних віршів» українською мовою. Процес друкарства контролювали представники Луцького братства.

## Книговидання в давній Україні: мовна палітра
З книг, виданих в Україні до 1648 р. включно, 18,6 % надруковані церковнослов'янською мовою, 13,9 — церковнослов'янською і українською, 11,2 % — українською. Оскільки церковнослов'янською мовою видавалися переважно найбільші за обсягом видання (пам'ятки патристики), в загальному обсязі друкованої продукції частка церковнослов'янських текстів значно вища: понад 75 %.